# Синхроиды
Синхроиды (лат. Synchroidae) — небольшое семейство разноядных жесткокрылых.

## Описание
Жуки среднего размера (от 6,5 до 13 мм), тело вытянутое, цвет от коричневого до чёрного. Личинки развиваются под корой деревьев. Встречаются в Северной Америке, Восточной и Юго-Восточной Азии и на Дальнем Востоке. Единственный известный ископаемый представитель семейства был найден в эоцене Северной Америки.

## Систематика
В семейство входят 4 рода и 9 видов. Морфология личинок показала, что синхроиды близки к семействам Zopheridae и Stenotrachelidae, хотя имаго более напоминают Melandryidae. Другой филогенетический анализ рассматривает Synchroidae в качестве сестринской группы к кладе из Pterogeniidae, Tetratomidae, Mycetophagidae, Archeocrypticidae, Chalcodryidae, Promecheilidae и Ulodidae (McKenna et al. 2015).
- Род Mallodrya Horn, 1888
  - Mallodrya subaenea Horn, 1888 — Северная Америка
- Род Synchroa Newman, 1838
  - Synchroa chinensis Nikitsky, 1999 — Китай
  - Synchroa elongatula Nikitsky, 1999 — Вьетнам, Лаос
  - Synchroa formosana Hsiao, 2015[3] — Тайвань
  - Synchroa melanotoides Lewis, 1895 — Дальний Восток России, Япония
  - Synchroa punctata Newman, 1838 — Северная Америка
- Род Synchroina Fairmaire, 1898
  - Synchroina cuneata (Champion, 1916) — Индонезия
  - Synchroina tenuipennis Fairmaire, 1898 — Малайзия, Индонезия
- Род Thescelosynchroa Hsiao et al., 2018
  - Thescelosynchroa pangu (Hsiao, Li, Liu & Pang, 2016) — Китай
    - =Synchroa pangu Hsiao, Li, Liu & Pang, 2016[2][4]